# Szene (Theater)
Die Szene ist ein probetechnisch bedingter Abschnitt eines Theaterstücks oder allgemein die Theaterbühne.

## Bühne
Die Skene im antiken Theater war das Bühnenhaus hinter der Bühne. „Szene“ in der Bedeutung der Bühne erscheint heute in verschiedenen Redewendungen wie „Verwandlung auf offener Szene“ oder Szenische Lesung beziehungsweise Halbszenische Aufführung für eine angedeutete Bühnendarstellung.

## Theaterpraktische Unterteilung
Um ein Theaterstück sinnvoll proben zu können, wird es traditionell in Einheiten unterteilt, während denen sich die Anzahl der Darsteller auf der Bühne nicht ändert. Wenn jemand auftritt oder abgeht, beginnt eine neue Szene. Diese Szenen werden pro Akt, manchmal auch pro Bild nummeriert (z. B.: 1. Akt, 2. Bild, 3. Szene). Oft ist diese Einteilung bereits im Text vermerkt. So können die Szenen nach den jeweils verfügbaren Darstellern in den Probenplan eingesetzt werden.  
Von der Einteilung in Szenen unterscheidet sich die Einteilung in Akte bzw. Aufzüge, die sich aus der Handlungslogik ergibt, und die Einteilung in Bilder, die sich aus den Dekorationswechseln erklärt. Bei moderneren Stücken seit dem 20. Jahrhundert vermischen sich manchmal diese drei Kriterien der Unterteilung. 
In der Oper unterscheidet der Begriff Szene oft die offenen, dramatischen Formen des Rezitativs von den geschlossenen, lyrischen der Arie, des Ensembles oder des Chors („Szene und Arie“).

### Szene vs. Bild
Als alternative Bezeichnung dient manchmal die Bezeichnung Auftritt, während die „Szene“ dann das Bild bezeichnet, also den Abschnitt eines Theaterstücks, in dem das Bühnenbild gleich bleibt. 
In den Stücken von William Shakespeare geschehen häufige Ortswechsel, die auf den Bühnen seiner Zeit nicht durch eine bühnentechnisch aufwändige Verwandlung markiert wurden, sondern bloß mit einer Verlagerung der Darsteller an einen anderen Ort der Bühne (siehe Globe Theatre, Apron Stage). Nach modernem Verständnis meint Shakespeare mit scene daher nicht einen Auftritt, sondern ein Bühnenbild. Durch den häufigen Wechsel der scenes wurden seine Stücke, als sich die Guckkastenbühne durchgesetzt hatte (wo eine Ortsverlagerung der Schauspieler nicht genügte, um einen Schauplatzwechsel deutlich zu machen) oft für unspielbar gehalten.